# Station Shankill
Station Shankill is een treinstation in Shankill in Dun Laoghaire-Rathdown ten zuiden van Dublin. 
Het oorspronkelijke station werd geopend in 1854. Het lag aan de Harcourt Street Line. Toen deze lijn in 1958 werd gesloten betekende dat ook het einde voor het oude station.
Het huidige station ligt een stuk noordelijker aan de lijn Dublin - Rosslare. Het wordt alleen bediend door de forenzenlijn van DART die een kwartierdienst rijdt.